# Hōjō Yoshitoki
Hōjō Yoshitoki (北条 義時, 1163 – 1224) foi o segundo Shikken (regente) do clã Hōjō do shogunato Kamakura e Tokusō (chefe do clã Hōjō). Era o filho mais velho de Hōjō Tokimasa e de sua esposa Hōjō no Maki. Ele se tornou Shikken depois da abdicação de seu pai em 1205 e permaneceu no cargo até sua morte em 1224.

## Primeiros Anos Até Paternidade (1163-1183)
Apesar de Hōjō Yoshitoki ser o filho mais velho, tinha uma irmã mais velha, Hōjō Masako. Mais tarde seus pais teriam outro filho, Hōjō Tokifusa, e uma outra filha, cujo nome permanece desconhecido. 
O Clã Hōjō naquele momento controlava a Província de Izu, era um clã importante principalmente por descender do ramo Kanmu do clã Taira e por conseguinte da família imperial. 
Naquela época, os Taira, sob o comando de Taira no Kiyomori, consolidavam o seu poder em Kyoto, a capital,  expulsando o clã Minamoto, seus rivais. Minamoto no Yoshitomo, o chefe do clã, foi executado, seus filhos mais velhos Yoshihira e Tomonaga também foram executados. O restante dos filhos ou foram eram exilados como Yoritomo ou ordenados em mosteiros.  O imperador aposentado Go-Shirakawa, assim como seu filho, o Imperador Nijō (que era um marionete), também estavam em Kyoto. Yoritomo, como herdeiro de Yoshitomo, foi exilado para Izu, no domínios no Hōjō. (Seus outros irmãos, Minamoto no Yoshitsune e Minamoto no Noriyori foram ordenados em mosteiros próximos a Kyoto).
Hōjō Yoshitoki foi criado para suceder seu pai como o chefe do clã Hōjō. Tinha um relacionamento muito próximo com seus irmãos, especialmente sua irmã Masako. Em 1179, Masako se enamorou pelo jovem Minamoto Yoritomo exilado, e eles se casaram. O casamento foi apoiado integralmente pelo jovem herdeiro, Yoshitoki. Em 1180, Masako e Yoritomo tiveram uma filha, Ō-Hime, que era muito ligada a seu tio materno, Yoshitoko. Naquele mesmo ano, um dos filhos de Go-Shirakawa,  o Príncipe Mochihito, cansou da liderança Taira, acreditando que a ele foi negado o trono só para que seu jovem sobrinho, o Imperador Antoku, cuja mãe era Taira, pudesse ser entronizado. Ele chamou os líderes Minamoto de todo o Japão para derrubar os Taira .
Yoritomo respondeu prontamente o pedido de Mochihito no que foi apoiado por Yoshitoki, Masako, Tokimasa, e pelos principais membros do clã Hōjō. Seus meios-irmãos, Minamoto no Yoshitsune e Minamoto no Noriyori se juntaram a ele. Yoritomo criou sua base em Kamakura, a leste de Izu, na Província de Sagami . A Guerra Genpei começara, e Tokimasa ordenou que Yoshitoki ajudasse Yoritomo da forma que pudesse. No ano seguinte, 1181, Taira no Kiyomori  morreu, e foi sucedido por seu filho, Taira no Munemori .
Em 1182, aos 19 anos de idade Yoshitoki, em meio à guerra, casou. A identidade de sua esposa é desconhecida. Mas em 1183, tiveram seu primeiro filho, Hōjō Yasutoki, que se tornaria o herdeiro dos Hōjō. No ano anterior, Yoritomo e Masako tiveram um filho, o futuro herdeiro dos Minamoto, Minamoto no Yoriie. Em 1183, o rival e primo de Yoritomo, Minamoto no Yoshinaka, entrou Kyoto e expulsou os Heike (o Clã Taira) juntamente com o jovem Imperador Antoku. Yoshinaka foi então conduzido para fora de Kyoto por Yoshitsune em nome de Yoritomo. O Minamoto rapidamente entronizou o Imperador Go-Toba. 

## Ascensão ao poder (1185-1205)
Em 1185, termina a Guerra Genpei quando os Minamoto derrotam os Taira na Batalha de Dan no Ura, e a maioria dos líderes Taira foram executados ou cometeram suicídio (incluindo Imperador Antoku, que se afogou). Os Minamoto estavam agora no controle do Japão, e estabeleceram sua base em Kamakura. Isso também colocou os Hōjō em uma posição privilegiada. Naquele ano, Hōjō Tokimasa recebeu do Imperador Go-Shirakawa as primeiras nomeações de Jitō (administrador de terras) e Shugo (governador militar) .
Em 1192, o Imperador Go-Shirakawa (que morreria mais tarde nesse ano) concedeu o título de Shōgun a Yoritomo. Nesse mesmo ano, Masako e Yoritomo tiveram outro filho, Minamoto no Sanetomo. Yoshitoki estava em uma posição poderosa, especialmente depois que Yoritomo morreu em 1199. Masako tornou-se freira, apesar de ainda estar envolvido na política, enquanto Yoriie estava sendo preparado para suceder Yoritomo como Shōgun .
Hōjō Tokimasa tornou-se Shikken do Shōgun Yoriie, mas este não gostava dos Hōjō e preferia que seu regente fosse da família de sua esposa, o Clã Hiki liderado por Hiki Yoshikazu . Yoshitoki, Masako e Tokimasa formaram um conselho de regentes em 1200, para ajudar a Yoriie a governar o país, mas Yoriie desconfiava do Hōjō. As pressões entre os clãs Minamoto e Hōjō desencadearam na derrubada de Yoriie. Em 30 de junho 1203 seus poderes foram formalmente tirados e assumidos por um conselho de 13 anciãos encabeçados por seu avô Hōjō Tokimasa  e logo depois foi condenado a prisão domiciliar acusado de uma conspiração contra o Clã Hōjō e assassinado por membros deste clã em 17 de julho 1204 em Shuzenji, uma pequena cidade na Província de Izu.
Mais tarde, Sanetomo, o segundo filho de Yoritomo, tornou-se Shōgun. Tokimasa também foi o Shikken dele, mas este se desentendeu com Hōjō Tokimasa. Durante este período, Hatakeyama Shigetada, cunhado de Yoshitoki foi executado pelos homens de Tokimasa, sobre falsas acusações de traição. Yoshitoki que convivera com Shigetada, e começou a desconfiar de seu pai.  Tokimasa raspou a cabeça, se tornou um monge, e se retirou para um mosteiro em Kamakura, morrendo em 1215. Hōjō Yoshitoki sucedeu Tokimasa como shikken.

## Regência e morte (1205-1224)
A Regência Yoshitoki foi muito tranquila e sem incidentes até os anos finais. Ele foi auxiliado por sua irmã, a freira shogun  Masako. Em 1218, Yoshitoki enviou Masako a Kyoto para pedir ao Imperador Go-Toba, para que um de seus filhos, o Príncipe Nagahito (posteriormente conhecido como Príncipe Imperial Monge Dojō) fosse seu herdeiro. Go-Toba recusou.
Em 1219, o Shōgun Sanetomo foi assassinado enquanto descia a escadaria do Santuário da Tsurugaoka Hachiman-gu, após assistir a cerimônia de sua nomeação para Udaijin.  Seu sobrinho Minamoto no Yoshinari (que se tornara monge e passara a usar o nome de Kugyō, filho do Shōgun Yoriie) saiu ao lado da escada e de repente atacou-o .  Assim, a linhagem Minamoto morria. Nesse mesmo ano, Yoshitoki escolheu um parente distante, Kujō Yoritsune, que era do Clã Kujō e, portanto, um Fujiwara. Yoritsune se tornou o novo Shōgun e  Yoshitoki seu Shikken.
Em 1221, ocorreu a Guerra Jōkyū . O Imperador Go-Toba, desiludido com os Hōjō, declarou Yoshitoki um bandido e o queria executado. Kyoto estava agora em rebelião aberta, Yoshitoki ordenou às suas tropas para atacar Kyoto, e a cidade foi tomada em 1221. Masako ajudou a descobrir a trama . Go-Toba foi exilado para as Ilhas Oki. O filho de Yoshitoki, o Yasutoki, tomou a capital.
Em 1224, Hōjō Yoshitoki morreu repentinamente de uma doença. Tinha então 61 anos de idade. Foi sucedido por Hōjō Yasutoki, que se tornou o terceiro Shikken durante o mandato do Shōgun Yoritsune. 